# Cós (La Coruña)
Cós (llamada oficialmente Santo Estevo de Cos) es una parroquia y una localidad española del municipio de Abegondo, en la provincia de La Coruña, Galicia.

## Otras denominaciones
La parroquia también es conocida por los nombre de San Esteban de Cos y San Estevo de Cos.

## Organización territorial
La parroquia está formada por siete entidades de población, no constando ninguna de ellas en el nomenclátor del Instituto Nacional de Estadística español:
- Aldea de Abajo (A Aldea de Abaixo)
- Barral (O Barral de Arriba)
- Cos*
- Fraga (A Fraga)
- La Iglesia (A Igrexa)
- O Barral de Abaixo
- O Carballal
- O Cruceiro

## Demografía
| Gráfica de evolución demográfica de Cos entre 2000 y 2018 |
|                                                           |
| Datos según el nomenclátor publicado por el INE.          |